# Boubacar Diallo (homme politique)
Pour les articles homonymes, voir Boubacar Diallo.
Boubacar Diallo est un homme politique guinéen.
Il est député à l'Assemblée nationale, du 22 avril 2020 jusqu'au 5 septembre 2021.

## Parcours politique
Il est le président du parti pour la paix et le développement (PPD).
Député pour le PPD aux élections législatives du 22 mars 2020, il est rapporteur du groupe parlementaire et membre des Commissions des affaires économiques, financières, du plan et de la coopération du 22 avril 2020 au 5 septembre 2021,.